# Скорбященская церковь (Нижний Новгород)
Церковь иконы Божией Матери «Всех скорбящих Радость» или Скорбященская — православный храм в Нижнем Новгороде. До революции являлся домовым храмом при нижегородской Мартыновской больнице.

## История
Разговоры о необходимости построения в Нижнем Новгороде при центральной земской больнице нового храма шли на протяжении многих лет, как среди членов земства, так и среди духовенства. При этом все были едины во мнении, что храм должен быть выделен в отдельное здание от больничных корпусов, со свободным входом. Однако эти планы долгое время оставались не реализованными, из-за отсутствия необходимых финансовых ресурсов.
Ситуация кардинально изменилась, когда купеческая вдова А. Я. Горбунова, в память о своём муже, предложила настоятелю Скорбященской церкви отцу Константину Коринфскому большой первоначальный взнос на новый храм — в размере 4000 рублей. Данные деньги были переданы пастырем в Губернскую земскую управу. Спустя время, после доклада управы на очередном земском собрании, в декабре 1893 года было принято постановление немедленно приступить к постройке новой больничной церкви на Больничной улице (ныне — Нестерова), выделив для этого ещё 2000 казённых рублей. Общая стоимость всех работ по возведении церкви оценивалась губернским земством более 19 000 рублей.
Возведение здания церкви было поручено архитектору В. Н. Брюхатову. «Уведомляя о вышеизложенном и представляя составленные архитектором В. Н. Брюхатовым план и фасад церкви, Губернская управа имеет честь просить разрешения Вашего Преосвященства на устройство на указанном выше месте новой церкви во имя Божией Матери всех скорбящих с приделом, согласно ходатайству жертвовательницы Горбуновой, во имя Св. пророка Даниила» — писало земство епископу Владимиру Никольскому. 23 мая 1894 года проект был рассмотрен и одобрен на очередном заседании технической комиссии Нижегородского губернского правления.
22 августа (по ст. стилю) 1894 года состоялась торжественная закладка больничной церкви и освящение места под её строительство. Дата была выбрана в память о посещении Нижнего Новгорода, и нижегородской больницы в частности, Александром II. Закладку храма возглавили преосвященный Владимир Никольский, епископ Нижегородский и Арзамасский, и Преосвященный Алексий (Опоцкий), епископ Балахнинский.
После смерти 25 августа В. Н. Брюхатова контроль за строительством взял на себя архитектор А. Н. Никитин. Осенью 1894 года были выполнены работы по закладке фундамента храма и заготовка строительных материалов. С весны же следующего года началось непосредственное возведение церкви. Главным источником финансирования, традиционно для храмового строительства, стали именно частные пожертвования. Окончательная стоимость постройки храма составила в 26 372 р. 41 коп.
Губернская больница в Нижнем Новгороде и Скорбященский храм при ней на протяжении XIX столетия дважды удостаивались посещения особ Императорского Дома из династии Романовых. 22 августа 1858 года в домовом больничном храме молился Государь Император Александр II. 17 августа 1866 года Скорбященский храм и больничный комплекс были осмотрены Великим князем Александром Александровичем — будущим императором Александром III и его братом Владимиром.
Освящение храма Преосвященным Владимиром, епископом Нижегородским и Арзамасским, было совершено в воскресенье, 4 августа 1896 года. На торжестве сослужили нижегородские священнослужители: протоиерей Александр Крылов, настоятель церкви при Нижегородском Аракчеевском корпусе, ключарь Спасо-Преображенского кафедрального собора протоиерей Павел Серебровский, протоиерей Алексий Порфирьев и священник Константин Коринфский.
В конце октября 1896 года Губернская земская управа сообщила Преосвященному владыке Владимиру, что нижний храм в крипте больничной церкви готов к освящению. При этом в прошении было сказано, что престол здесь хотят освятить в честь святого пророка Даниила и что это событие запланировано на воскресенье, 3 ноября (по ст. стилю). Нижегородский святитель своей архипастырской резолюцией благословил совершить освящение дополнительного храмового престола настоятелю церкви — протоиерею Константину Коринфскому храм в крипте задуман как усыпальница и освящён в память мужа А. Я. Горбуновой Даниила Горбунова в честь пророка Даниила. При отделке храмовой усыпальницы с приделом был использован резной иконостас из старого больничного храма, а иконы для него были написаны вновь.
До революции, начиная с 1896 года, богослужения в больничном Скорбященском храме осуществлялись в воскресные и праздничные дни. Официально в этом приходе числились жители окрестных домов и все служащие больницы. Начиная с осени 1913 года обязанности церковного старосты в Скорбященской церкви исполнял отставной генерал-майор М. П. Данилов. С началом Первой мировой войны в стенах земской Мартыновской больницы размещались палаты для военного госпиталя.

### Храм в советские годы
С приходом советской власти 28 июня 1920 года по распоряжению Нижегородского отдела юстиции больничный храм во имя иконы Божией Матери «Всех скорбящих Радость» был закрыт. Несмотря на все усилия верующих и врачей больницы, 28 июня 1921 года на очередном заседании Президиума Губернского исполкома было принято ещё одно постановление, подтверждающее решение о закрытии храма: «Принимая во внимание недалёкое расстояние двух приходских церквей (Георгиевской и Троицкой) и не считая доводы врачей специалистов о благотворном влиянии службы на больных, считать соображения Губздравотдела о ликвидации храма при Мартыновской больнице правильным».
Весной 1922 года богослужения здесь возобновились, но только в основном помещении церкви, так как нижний храм-усыпальница был занят под нужды больницы. Новым настоятелем храма стал иерей Павел Коринфский. Как долго Скорбященский храм оставался действующим, точно неизвестно. Вероятнее всего, он был вновь закрыт решением городских властей в 1930-е годы. В дальнейшем здание церкви использовалось как складское помещение различных организаций. В годы Великой Отечественной войны здесь находился морг и аптечный склад военного госпиталя.
В феврале 1965 года исполком Областного совета депутатов вынес решение о передаче областной больнице им. Семашко здания церкви по улице Нестерова. При этом выделялись средства «на реконструкцию-приспособление помещения бывшей церкви под радиологический кабинет». Храм претерпел большие перестройки как внутри, так и снаружи. О прежнем храме напоминала лишь необычная декоративная отделка фасада. Особенно большие изменения произошли во внутренней планировке: вся площадь церкви (как первого, так и второго этажа) была разделена на отдельные небольшие помещения (комнаты, кабинеты). В нижнем цокольном этаже для размещения рентгеновской аппаратуры были возведены мощные железобетонные ограждения. На уровне второго этажа самого храма и под бывшей звонницей был смонтирован фальш-потолок.
В 1974 году здание храма было передано на баланс Научно-исследовательского радиофизического института для размещения в нём лаборатории и отдела радиофизических методов медицины. Затем оно оказалось на балансе Института прикладной физики (ИПФАН), здесь была организована лаборатория по исследованию механизмов старения и установлена гамма-установка для проведения лучевой терапии (для чего в цокольном этаже была смонтирована бетонная стена со свинцовыми прокладками).
В 1988 году здание храма как памятник архитектуры регионального значения было передано в распоряжение Городского управления культуры. Тогда в нём планировалось организовать музей основоположника высшего пилотажа П. Н. Нестерова. Однако управление культуры стало сдавать помещение храма в аренду медицинскому институту для размещения в нём отдела физиологии.

### Возрождение. Настоящее время
В 1990 году на основании обмеров и сохранившихся фотографий был разработан и утверждён проект реставрации Скорбященской церкви в первозданном виде (его авторами выступили нижегородские специалисты-реставраторы А. Н. Васильева и В. А. Каравашкин).
Летом 1993 года здание церкви было окончательно освобождено арендаторами и передано Нижегородской епархии. По благословению митрополита Нижегородского и Арзамасского Николая (Кутепова) 27 июня первым настоятелем вновь созданной общины был назначен иерей Игорь (Пчелинцев). Все работы по приспособлению храма для богослужения проводились силами небольшой приходской общины, духовным пастырем которой начиная с 9 сентября 1993 года стал митрофорный протоиерей Виктор (Сидякин) (1935—1997). Именно его трудами и попечением удалось осуществить основные реставрационные работы. В декабре 1994 года в нижнем цокольном этаже Скорбященской церкви стали проводиться богослужения.
24 сентября 2005 года митрополит Нижегородский и Арзамасский Георгий (Данилов) совершил чин великого освящения возрождённого храма. 23 октября 2005 года настоятелем прихода был назначен иерей Алексей (Пимонов). В период с 14 февраля 2007 года по август 2012-го приход возглавлял протоиерей Михаил (Зазвонов), вдохновитель и организатор при храме добровольного волонтёрского движения «Милосердие».
- Современный вид церкви
- Главный фасад (паперть и звонница)
- Апсида
- Часовня
- Ансамбль церкви со стороны сквера

## Настоятели

### До революции
- Протоиерей Герасим Данилович Тихомиров (1822—1859)
- Иерей Иоанн Семёнович Софийский (1818—?)
- Протоиерей Константин Петрович Коринфский (1841—1904)
- Протоиерей Михаил Павлович Коринфский (1864—1921)
- Протоиерей Павел Константинович Коринфский (1881—?)

### В настоящее время
- С 27 июня 1993 — иерей Игорь Пчелинцев
- С 9 сентября 1993 — митрофорный протоиерей Виктор Сидякин
- С 19 мая 1997 — протоиерей Алексей Дроздов
- С 23 октября 2005 — иерей Алексей Пимонов
- С 14 февраля 2007 — иерей Михаил Зазвонов
- С августа 2012 — иерей Михаил Уланов
- С 10 апреля 2013 — иерей Александр Калаганов
- С июля 2016 — иерей Андрей Бандин

## Организации, действующие при храме
- Милосердие — группа социальной помощи
- Беседы с психологом для беременных женщин и подготовка к материнству
- Евангельский кружок